# Forstheim
Forstheim ist eine französische Gemeinde mit 597 Einwohnern (Stand 1. Januar 2021) im Département Bas-Rhin in der Region Grand Est (bis 2015 Elsass).  Sie ist Mitglied des Gemeindeverbands Communauté de communes Sauer-Pechelbronn.

## Geschichte

### Mittelalter
Forstheim war ein Lehen des Reiches an das Herzogtum Lothringen. Im 14. Jahrhundert kam das zugehörige Forstrecht – ebenfalls als Reichslehen – an die Herrschaft Lichtenberg. Die eine Hälfte des Dorfes war ein Afterlehen des Herzogtums an die Herren von Lichtenberg, die andere an die Herren von Ettendorf. Der Lichtenberger Anteil war deren Amt Wörth zugeordnet, das im 13. Jahrhundert entstanden war.
Als 1480 mit Jakob von Lichtenberg das letzte männliche Mitglied des Hauses verstarb, wurde das Erbe zwischen seinen beiden Nichten, Anna und Elisabeth, geteilt. Anna hatte Graf Philipp IV. von Hanau (1514–1590) geheiratet, Elisabeth von Lichtenberg (* 1444; † 1495) Simon IV. Wecker von Zweibrücken-Bitsch. Das Amt Wörth – und damit auch der lichtenberger Anteil an Forstheim – kamen bei der Teilung zu Zweibrücken-Bitsch.

### Neuzeit
1570 kam es zu einem weiteren Erbfall, der das Amt Wörth zur Grafschaft Hanau-Lichtenberg brachte: Graf Jakob von Zweibrücken-Bitsch (* 1510; † 1570) und sein schon 1540 verstorbener Bruder Simon V. Wecker hinterließen nur jeweils eine Tochter als Erbin. Die Tochter des Grafen Jakob, Margarethe (* 1540; † 1569), war mit Philipp V. von Hanau-Lichtenberg (* 1541; † 1599) verheiratet. Zu dem sich aus dieser Konstellation ergebenden Erbe zählte auch die zweite, nicht bereits durch Hanau-Lichtenberg regierte, Hälfte der ehemaligen Herrschaft Lichtenberg.
Philipp V. von Hanau-Lichtenberg führte in den ererbten Gebieten sofort die Reformation durch, die wie sein übriges Herrschaftsgebiet nun lutherisch wurden. Philipp V. gab damit dem mächtigen und römisch-katholische Herzogtum Lothringen, das ja Lehnsherr in Forstheim war, einen Vorwand, alle seine Lehen an Hanau-Lichtenberg einzuziehen. Im Juli 1572 besetzten lothringische Truppen Teile der Grafschaft und machten die Reformation rückgängig. Da Philipp V. der militärischen Übermacht nicht gewachsen war, wählte er den Rechtsweg. Beim Prozess vor dem Reichskammergericht konnte sich Lothringen aber darauf berufen, dass zum einen erhebliche Gebiete von Zweibrücken-Bitsch lothringische Lehen waren und dass zum anderen die Leininger Grafen 1573 ihre Erbansprüche an Lothringen verkauft hatten.
Erst 1604 und 1606 kam es zu einer vertraglichen Regelung zwischen Hanau-Lichtenberg und Lothringen. Sie beinhaltete eine Teilung und berücksichtigte die alten Verträge: Die Herrschaft Bitsch fiel an Lothringen zurück und das Amt Lemberg, das ein Allod der Zweibrücker Grafen gewesen war, wurde Hanau-Lichtenberg zugeteilt. Forstheim gehörte zu den lothringischen Lehen und fiel an dieses zurück.
Von 1871 bis zum Ende des Ersten Weltkrieges gehörte Forstheim als Teil des Reichslandes Elsaß-Lothringen zum Deutschen Reich und war dem Kreis Weißenburg im Bezirk Unterelsaß zugeordnet.

### Bevölkerungsentwicklung
| 1910 | 1962 | 1968 | 1975 | 1982 | 1990 | 1999 | 2004 | 2008 | 2017 |
| ---- | ---- | ---- | ---- | ---- | ---- | ---- | ---- | ---- | ---- |
| 550  | 487  | 492  | 459  | 480  | 561  | 577  | 540  | 543  | 584  |